# Pogonomyrmex saucius
Pogonomyrmex saucius är en myrart som beskrevs av Wheeler och Mann 1914. Pogonomyrmex saucius ingår i släktet Pogonomyrmex och familjen myror. Inga underarter finns listade i Catalogue of Life.

## Bildgalleri

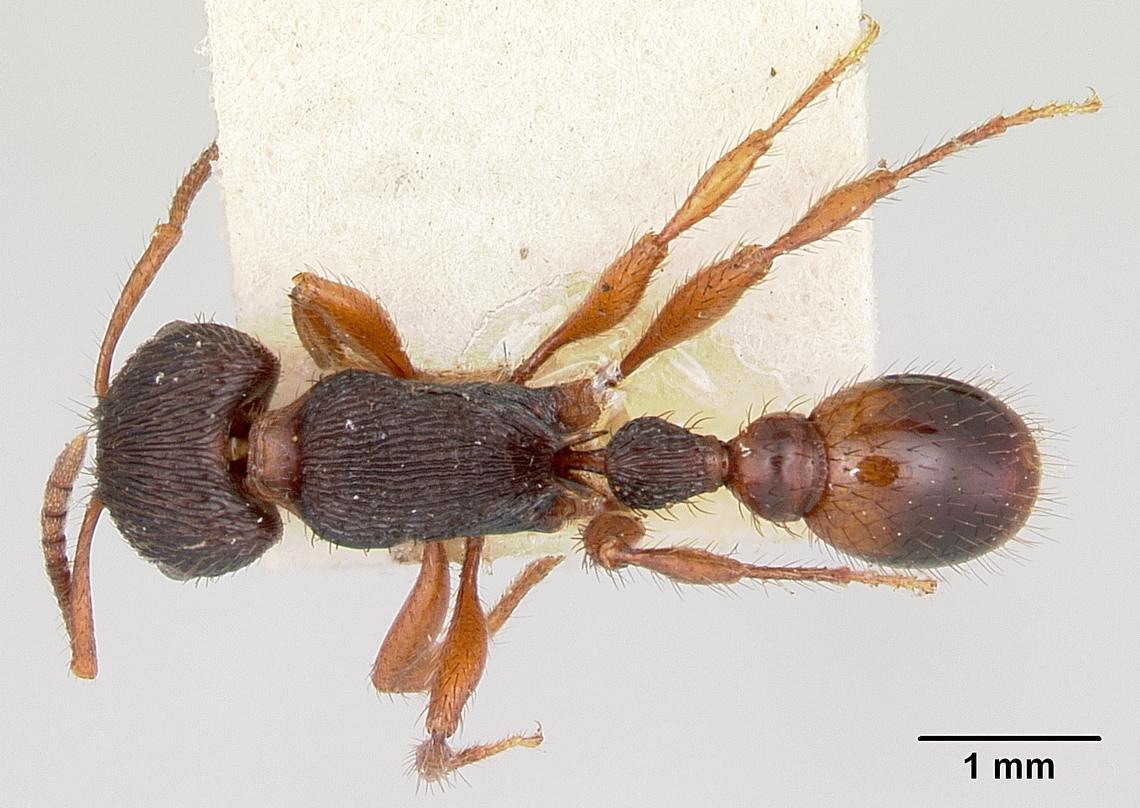
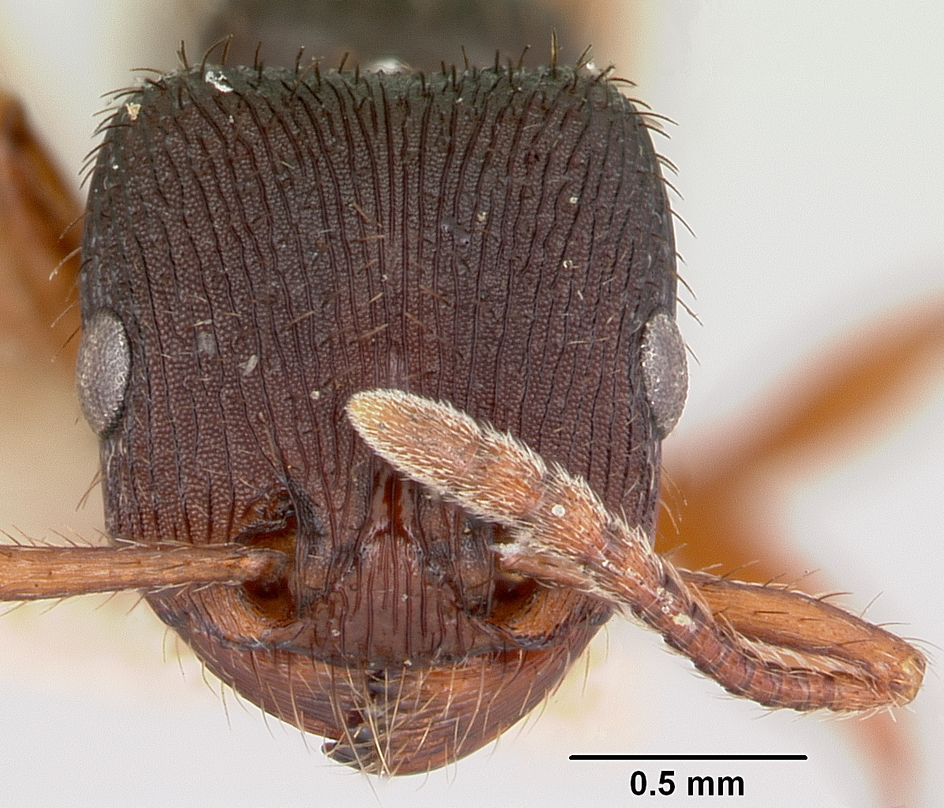
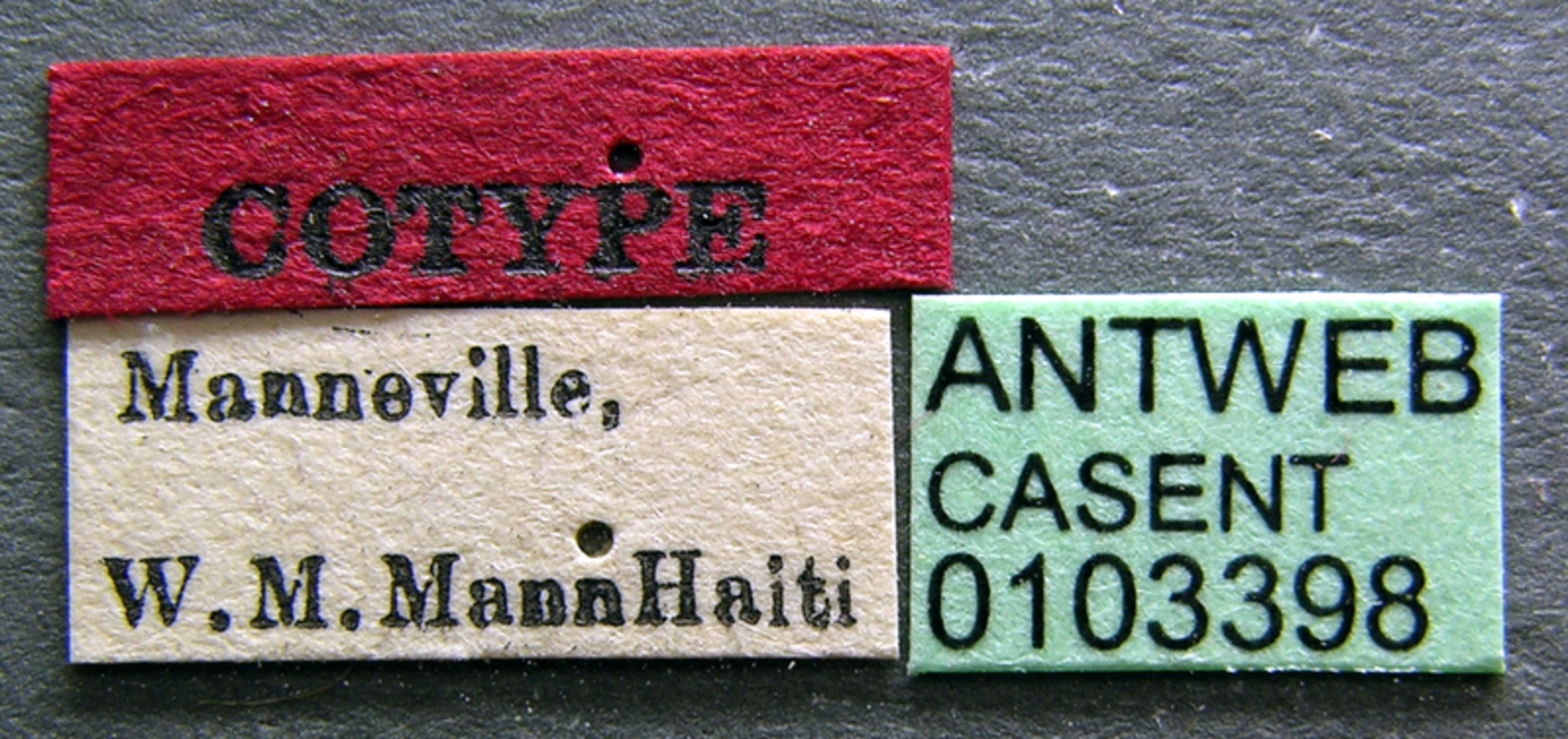
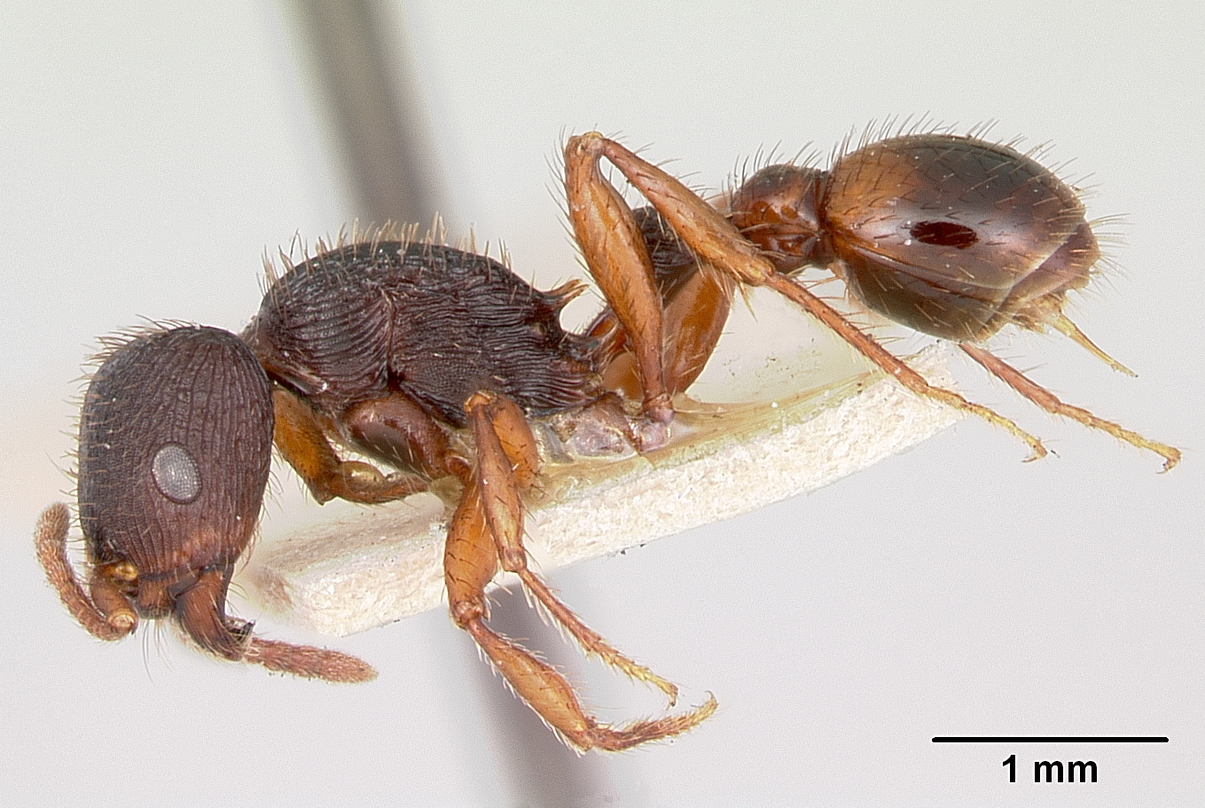
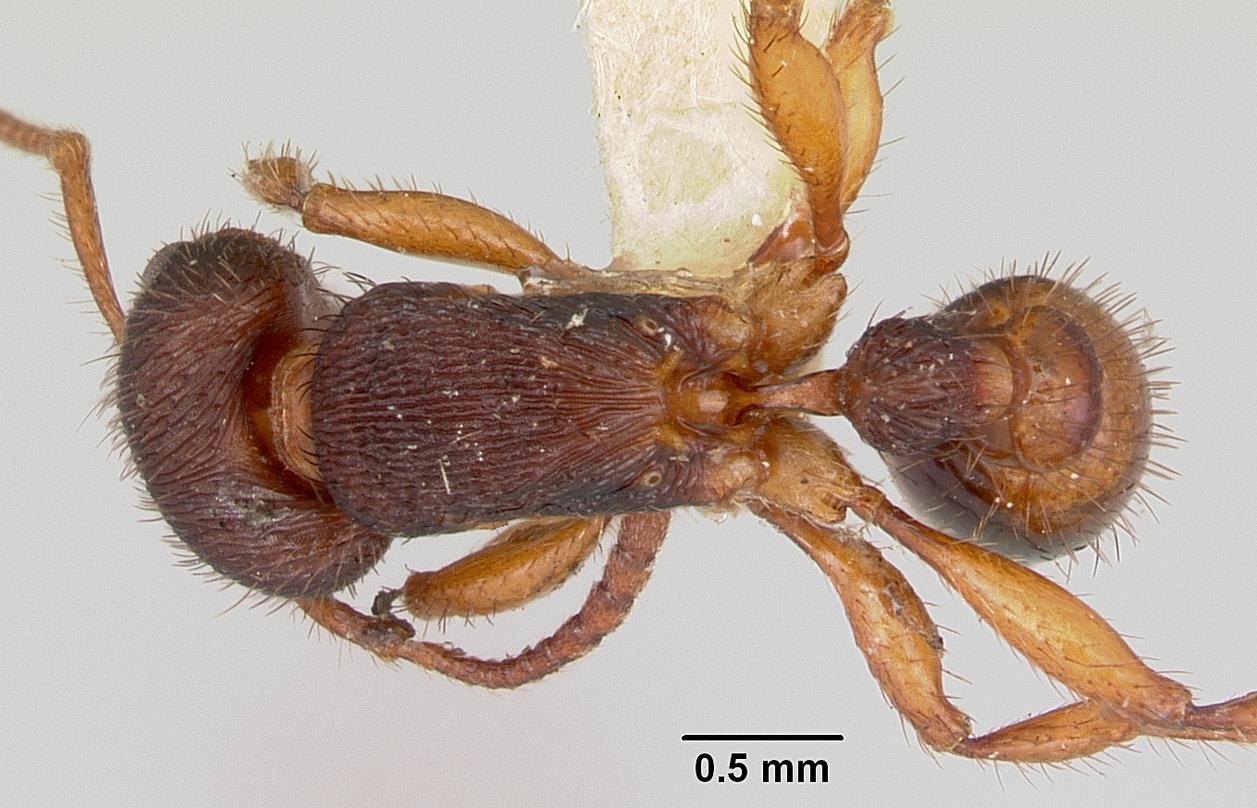
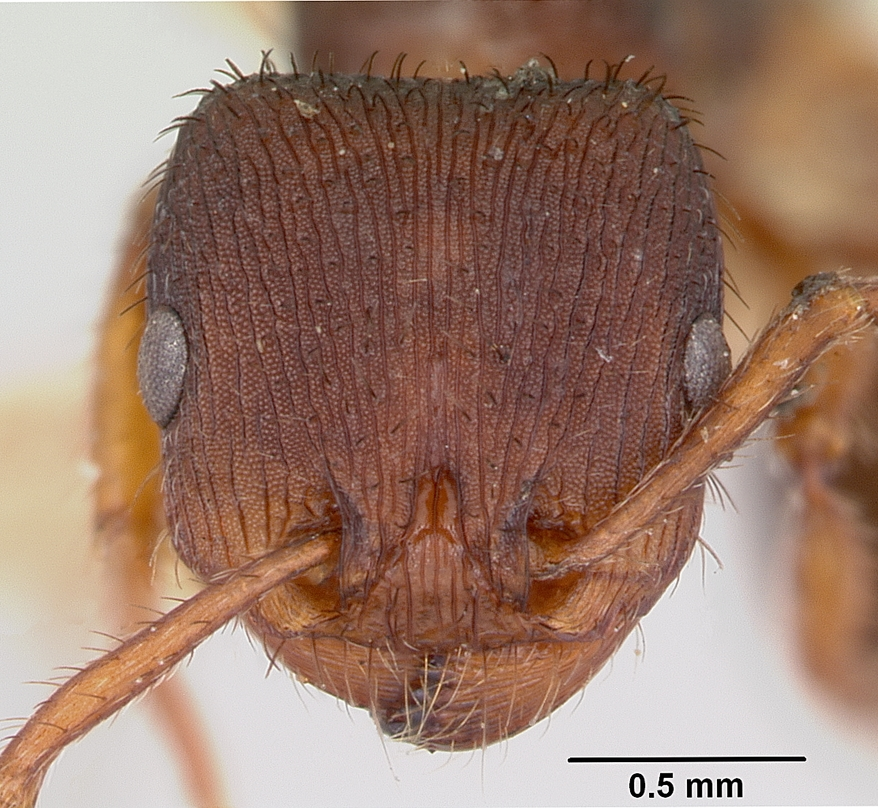